# Academia Goncourt
Societatea literară Goncourt (în franceză La Société littéraire des Goncourt), numită și Academia Goncourt („L'Académie Goncourt”), este o organizație literară franceză, fondată la Paris în 1900 de scriitorul și publicistul Edmond de Goncourt (1822-1896), în memoria fratelui său decedat, Jules de Goncourt (1830-1870), în scopul stimulării literaturii franceze de ficțiune prin acordarea anuală a Premiului Goncourt.

## Membri renumiți
- François Nourissier
- Daniel Boulanger
- Robert Sabatier
- Françoise Mallet-Joris
- Didier Decoin
- Edmonde Charles-Roux
- Jorge Semprún
- Michel Tournier
- Françoise Chandernagor
- Bernard Pivot